# Delta Canis Majoris
δ Canis Majoris (Delta Canis Majoris, kurz δ CMa) ist ein Stern mit einer scheinbaren Helligkeit von 1,8 mag im Sternbild Großer Hund. Der Stern trägt den historischen Eigennamen Wezen / Alwazn / Wesen / Al Wazor; dieser ist vom arabischen الوزن al-wazn "das Gewicht" abgeleitet.
δ Canis Majoris ist ein Gelber Riese der Spektralklasse F8 und hat eine Oberflächentemperatur von 6200 Kelvin. Er strahlt 50000-mal stärker als die Sonne und besitzt den ca. 200-fachen Sonnenradius. Der Stern ist etwa 1600 Lichtjahre vom Sonnensystem entfernt.
Die IAU Working Group on Star Names (WGSN) hat am 20. Juli 2016 den historischen Eigennamen Wezen auch als standardisierten Eigennamen für diesen Stern festgelegt.